# Magni nobis
Magni nobis, en español, "[Causa] de gran [alegría] para nosotros", es la trigésimo segunda encíclica del papa León XIII, datada el 7 de marzo de 1889, sobre la constitución en Washington de la Universidad Católica de América. En ella felicita al episcopado de Estados Unidos por la promoción de esta Universidad, aprueba esa universidad y da orientaciones para su funcionamiento.

## Universidad Católica de América
En 1789 el papa Pío Vi, mediante el breve Ex hac Apostolicae, erigió en Baltimore la primera diócesis en Estados Unidos, desde esa fecha y a lo largo del siglo XIX, sobre todo debido a la inmigración europea, aumentó considerablemente el número de católicos. En el Segundo Concilio Plenario de Baltimore, en 1866, la Conferencia de los Obispos Católicos de los Estados Unidos debatió por primera vez la necesidad de una universidad nacional católica que tuviese el máximo nivel académico y promoviese la fe en el contexto de la libertad religiosa, el pluralismo espiritual y el rigor intelectual. En el Tercer Concilio Plenario, el 26 de enero de 1885, los obispos eligieron el nombre de Universidad Católica de América para la institución.
En 1882, el obispo John Lancaster Spalding viajó a Roma para obtener del papa León XIII el apoyo para la universidad. El 10 de abril de 1887, el papa León XIII envió al cardenal James Gibbons una carta otorgando permiso para establecer la universidad y se procedió a su fundación con 66 acres (27 hectáreas) en el mismo lugar en que se encuentra actualmente. El 24 de mayo de 1888, el presidente Grover Cleveland, así como otros miembros del Congreso y del gabinete, asistieron a la colocación de la primera piedra del Divinity Hall, ahora conocido como Caldwell Hall.

## Contenido de la encíclica
El papa comienza la encíclica manifestando su alegría ante el cuidado que están poniendo los obispos para asegurar una formación de los fieles conforme con la fe.

Magni Nobis gaudii causam affert studium vestrum, quo ad catholicae pietatis incolumitatem, ad vestrarum Dioecesium utilitates curandas incumbitis, et praesertim ad praesidia paranda, quibus rectae institutioni tum Clericorum tum laicae iuventutis , ac doctrinae in omni scientiarum divinarum et humanarum genere ad fidei normam tradendae, consulatur.
Nos causa gran alegría el vuestro celo, con que os dedicáis al cuidado de la piedad católica y a los intereses de vuestras diócesis; y sobre todo como ponéis los medios para facilitar la correcta educación tanto de los clérigos como de los jóvenes, de modo que la enseñanza de todas las ciencias divinas y humanas sea acorde con la norma de la fe y la doctrina .

Con estas palabras el papa se refiere a la universidad que el episcopado americano ha promovido en Washington. Recuerda que recibió de Giovanni Keane, Obispo titular de Jasus, rector de ese centro de estudios, los estatutos y leyes por las que se regiría, los hizo estudiar por la Sagrada Congregación de Propaganda Fide, y tras recibir su informe ha aprobado esos estatutos y leyes. Con esta encíclica otorga a academia los derechos específicos de una universidad pontificia, por lo que se podrá conceder a los alumnos que superen las correspondientes pruebas los grados académicos tanto en doctrinas filosóficas como teológicas, en derecho canónico, como en otras disciplinas
Nombra como canciller de la universidad al arzobispo de Baltimore, y a sus sucesores, que junto con otros prelados escogidos por el episcopado americano deben cuidar la calidad de las enseñanzas que se imparten. En este sentido deben enviarse a la Santa Sede para su aprobación, los programas de las disciplinas que se impartan, en primer lugar los de filosofía y teología, Las enseñanzas de la universidad deben plantearse de modo que los jóvenes clérigos y laicos tenga acceso a todo el saer; también debe establecerse una escuela donde se enseñe derecho pontificio y derecho público eclesiástico.
Exhorta, además, a que asocien a esta universidad los seminarios, colegios y demás institutos católicos que hay en las diócesis, de acuerdo con los propios estatutos y sin perjuicio de la libertad propia. Teniendo en cuenta los frutos que, para la difusión de sana doctrina, se derivarán de esta universidad, espera que los files americanos completen este espléndido trabajo. Por otra parte, prescribe que no se deben fundar otras instituciones de este tipo sin haber consultado antes a la Sede Apostólica.